# Boswell (Oklahoma)
Boswell és un poble dels Estats Units a l'estat d'Oklahoma. Segons el cens del 2000 tenia 703 habitants.

## Demografia
Segons el cens del 2000, Boswell tenia 703 habitants, 298 habitatges, i 188 famílies. La densitat de població era de 393,4 habitants per km².
Dels 298 habitatges en un 30,9% hi vivien nens de menys de 18 anys, en un 43% hi vivien parelles casades, en un 16,4% dones solteres, i en un 36,6% no eren unitats familiars. En el 34,6% dels habitatges hi vivien persones soles el 21,1% de les quals corresponia a persones de 65 anys o més que vivien soles. El nombre mitjà de persones vivint en cada habitatge era de 2,36 i el nombre mitjà de persones que vivien en cada família era de 3,04.
Per edats la població es repartia de la següent manera: un 30,2% tenia menys de 18 anys, un 7,7% entre 18 i 24, un 22,6% entre 25 i 44, un 21,8% de 45 a 60 i un 17,8% 65 anys o més.
L'edat mediana era de 36 anys. Per cada 100 dones de 18 o més anys hi havia 74,1 homes.
La renda mediana per habitatge era de 14.063 $ i la renda mediana per família de 21.354 $. Els homes tenien una renda mediana de 21.125 $ mentre que les dones 16.563 $. La renda per capita de la població era de 9.696 $. Entorn del 37,3% de les famílies i el 37,7% de la població estaven per davall del llindar de pobresa.

## Poblacions més properes
El següent diagrama mostra les poblacions més properes.